# Bryn Mawr Classical Review
Bryn Mawr Classical Review (BMCR) es una publicación en formato abierto (Open Source) especializado en estudios clásicos, incluyendo la arqueología y que sólo se puede consultar en internet desde 1999. Recibe su nombre del Bryn Mawr College de Pensilvania, lugar donde se edita desde 1990. Tras Postmodern Culture (PMC) es la segunda publicación académica de humanidades más antigua de internet. La revista comenzó como una publicación híbrida, pero la edición impresa dejó de editarse a finales del año 1998.
Aunque principalmente la publicación es en inglés, también se aceptan artículos en alemán, italiano, francés y español. Sus artículos están en la página principal y pueden recibirse mediante RSS y lista de correos. Todas las contribuciones desde 1990 se encuentran archivadas, son accesibles desde su página principal y frecuentemente están disponibles para el público sin coste (Open Access). Las contestaciones a los artículos son recopiladas en formato impreso por la redacción de BMCR y con mucha frecuencia son publicadas en el blog de la revista.
El consejo de redacción está formado por el editor senior Richard Hamilton , James J. O'Donnell, McKay Camilla y Ferri Rolando. Como asesores se encuentran Heinz-Günther Nesselrath de filología griega , Stephen J. Harrison, latinista , Robert D. Lamberton, recepción , Catherine Conybeare, cristianismo y Luigi Battezzato de historia griega. 